# Angel in Blue Jeans
Angel in Blue Jeans è una canzone della rock band statunitense Train tratta dal settimo album Bulletproof Picasso. Ufficialmente è stata pubblicata il 9 giugno 2014 come il primo singolo tratto dall'album.

## Videoclip
Il video del brano è stato pubblicato il 14 luglio 2014 sul canale Vevo della band. Ambientato nel Far West, vede la partecipazione degli attori Danny Trejo e Hannah Simone. 

## Contributi e staff
- Train - voce, cori e musica
- Ayb Asmar, Espionage, Butch Walker, Jake Sinclair - produttore
- Pat Monahan, Espen Lind, Amund Bjørklund - testo e musica
- Doug Johnson, Jake Sinclair, Mark Endert, Ted Jensen - engineering
- Columbia Records, Sony Music Entertainment - etichetta

## Classifica
| Classifica (2014)                               | Posizione più alta |
| ----------------------------------------------- | ------------------ |
| Austria (Ö3 Austria Top 40)                     | 24                 |
| Canada (Billboard Billboard Canadian Hot 100)   | 41                 |
| Germania (GfK Entertainment)                    | 30                 |
| Gran Bretagna (Official Singles Chart)          | 58                 |
| Paesi Bassi (Dutch Top 40)                      | 23                 |
| Stati Uniti (Billboard Hot 100)                 | 79                 |
| Stati Uniti (Billboard Adult Alternative Songs) | 12                 |
| Stati Uniti (Billboard Adult Contemporary)      | 13                 |
| Stati Uniti (Billboard Adult Top 40)            | 8                  |
| Svizzera (Schweizer Hitparade)                  | 38                 |